# مريخان العجمي
مريخان سعد بن صقر العجمي مواليد دولة الكويت عام 1936 ، نائب سابق في مجلس الأمة الكويتي ، شارك في انتخابات مجلس الأمة الكويتي عام 1975 عن الدائرة العاشرة الأحمدي وحصل علي ( 1434 ) وحصل علي المركز الخامس ونجح بالانتخابات، كما شارك في انتخابات مجلس الأمة الكويتي عام 1981 عن الدائرة الثانية والعشرون الرقة وحصل علي ( 431 ) وحصل علي المركز الثاني ونجح بالانتخابات.

## سيرته
كان من مواقفه في مجلس 1981 التصويت علي تعديل الدستور في جلسة مجلس الامة عام 1982 والذي عارض مبدأ التعديل، كما عمل قبل دخوله مجلس الامة موظفاً في شركة نفط الكويت ، وموظفاً في وزارة الداخلية (الكويت) ، وعين عضواً في مجلس إدارة بيت التمويل الكويتي.